# Грассхоф, Карин
Карин Грассхоф (нем. Karin Graßhof; 25 июня 1937, Киль, провинция Шлезвиг-Гольштейн — 10 июня 2025) — немецкий юрист и педагог, судья Конституционного суда Германии (1986—1998).

## Биография
Родилась 25 июня 1937 года в городе Киль, Шлезвиг-Гольштейн, Германия.
После окончания обучения она на протяжении нескольких лет вела деятельность юриста, а также была преподавателем права. В 1986 году она была избрана судьёй Конституционного суда Германии на двенадцатилетний срок. В качестве члена суда она участвовала в ряде судебных процессов, таких как решение о пятипроцентном барьере на первых общегерманских выборах, решение о праве иностранцев голосовать на выборах в Шлезвиг-Гольштейне, решение об уголовной ответственности за иностранный шпионаж в пользу ГДР, решение о введении евро и других.
Срок её полномочий судьи истёк в октябре 1998 года, после чего она вернулась к преподавательской деятельности в Боннский университет.
Скончалась 10 июня 2025 года в Бонне, Северный Рейн-Вестфалия, в возрасте 87 лет.